# 斯乔尔万迪湾
66°05′N 17°33′W / 66.083°N 17.550°W

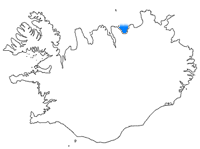
斯乔尔万迪湾在冰岛的位置

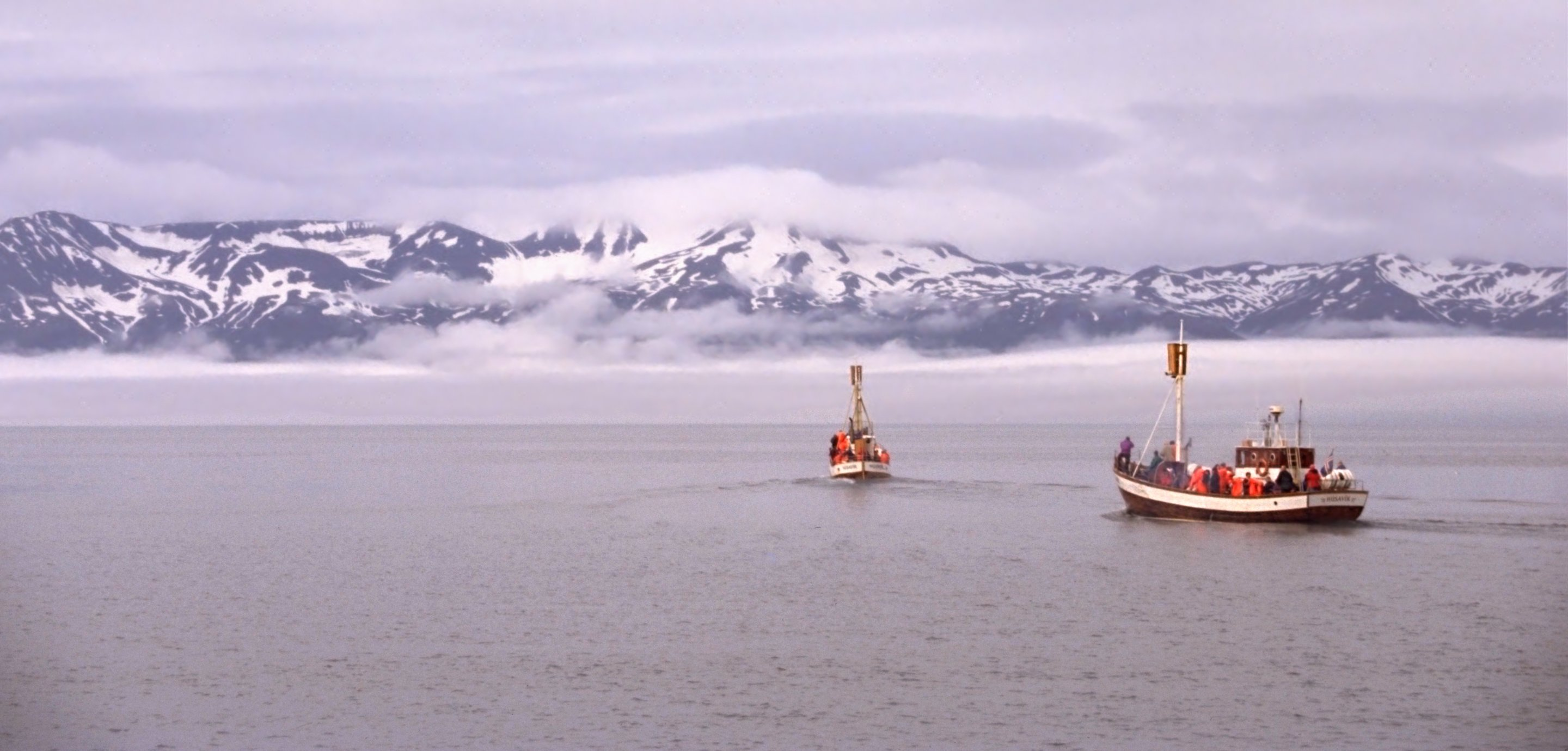
斯乔尔万迪湾湾内观鲸船。

斯乔尔万迪湾也作斯克雅凡帝湾，位于冰岛北岸，东为毛瑙半岛，北与格陵兰海相通。沿岸主要居民点是位于东南岸的胡萨维克。斯乔尔万迪湾是一处著名的观赏鲸鱼等海洋生物的地方。